# After the Love Has Gone
After the Love Has Gone è un brano musicale del gruppo statunitense Earth, Wind & Fire, scritto da David Foster, Jay Graydon e Bill Champlin, pubblicato nel 1979 dalla Columbia Records come terzo singolo estratto dell'album I Am.
Il disco raggiunse la seconda posizione nella Billboard Hot 100 e la mantenne per due settimane, preceduto da My Sharona dei The Knack.

## Classifiche
| Classifica (1979)                    | Posizione massima |
| ------------------------------------ | ----------------- |
| Canada (Top Singles)                 | 11                |
| Canada (Adult Contemporary)          | 16                |
| Regno Unito                          | 4                 |
| Stati Uniti                          | 2                 |
| Stati Uniti (Hot R&B/Hip-Hop)        | 2                 |
| Stati Uniti (Hot Adult Contemporary) | 3                 |
| Stati Uniti (Cash Box)               | 3                 |

## Curiosità
La canzone è citata, non esplicitamente, in T.V.U.M.D.B., canzone di Elio e le Storie Tese dall'album Eat the Phikis.